# تشيريكبا فياتشيسلاف
تشيريكبا فياتشيسلاف سياسي ولغوي أبخازي. شغل منصب وزير الخارجية في جمهورية أبخازيا منذ 11 أكتوبر 2011 حتى 20 سبتمبر 2016.

## السيرة الذاتية والوظيفية
ولد في 17 أذار 1959؛ غاغرا، أبخازيا.
وزير الشؤون الخارجية لجمهورية أبخازيا.
دكتوراه في فقه اللغة، أستاذ.
عضو في أكاديمية العلوم الأبخازية.
سفير ومفوض عن جمهورية أبخازيا.
متزوج، وله ثلاثة أبناء.

## التعليم
1982 - 1986 طالب دراسات عليا في معهد اللغويات، أكاديمية العلوم السوفياتية.
المرشح في أطروحة " نظام الصفير وإصدار الأصوات في لغة " الأديغا والأبخاز ".
المشرف: الأستاذ الدكتور م.أ كوماخوف.
1977 - 1982 طالب في قسم اللغات الأجنبية، جامعة ولاية خاركوف.
دبلوم في «المفارقة الأدبية في أعمال جورج برنارد شو، أ، وايلد، وليم شكسبير».
المشرف: بالوريد غافريلتشينكو.
1966 - 1976 ا الثانوية لأبخازية رقم 5، غاغرا.

## السيرة المهنية
2011 - حتى الوقت الحالي، وزير الخارجية لجمهورية أبخازيا.
2007 - رئيس قسم العلوم السياسية في «دي غوليا» المعهد الأبخازي للدراسات الإنسانية.
رئيس قسم الجغرافيا السياسية في مركز الدراسات الإستراتيجية في ظل رئيس جمهورية أبخازيا.
قيادة متابعة الأبحاث في قسم اللغات القوقازية لمعهد اللغويات، الأكاديمية الروسية للعلوم، موسكو، روسيا.
2007 - 2008 مستشار السياسة الخارجية لرئيس جمهورية أبخازيا.
2005 - 2006 محاضر في اللغات القوقازية، قسم الآشوريات في جامعة ليدن، ليدن، هولندا.
2000 - 2004 مدير مشروع أبحاث ما بعد الدكتوراه «السادز في اللغة الأبخازية»، محاضر في اللغات القوقازية في معهد 
اللسانيات الوصفية والمقارنة من جامعة ليدن، هولندا.
1996 - 1997 باحث مدعو في معهد العلاقات الدولية «كلينغندال»، لاهاي، هولندا. البحوث عن «الصراع الأبخازي الجورجي».
1991 - 1996 مرشح لدكتوراه في معهد اللسانيات الوصفية والمقارنة من جامعة ليدن، هولندا. في عام 1996 دافع عن أطروحة 
الدكتوراه «القوقازية الغربية الشائعة. إعادة بناء نظامها الصوتي وأجزاء من معجمها وعلم الصرف». المشرفون: الأستاذ الدكتور ف. كورتلاندت، والدكتور ر. سميتس.
1986 - 1991 باحث في قسم اللغات القوقازية لمعهد اللغويات، أكاديمية العلوم السوفياتية.

## عضوية المنظمات الدولية
عضو في الجمعية الأوروبية لباحثو القوقاز (SCE).
عضو في جمعية دراسة اللغة في عصور ما قبل التاريخ (ASLIP).

## النشاط الاجتماعي والسياسي
رئيس وفد جمهورية أبخازيا في مناقشات جنيف الدولية.
عضو في الوفد الأبخازي في المفاوضات بين جورجيا وأبخازيا تحت رعاية الأمم المتحدة في جنيف ورئيس لجنة تنفيذ برنامج الدولة لتطوير اللغة الأبخازية.
مؤسس ورئيس مجلس إدارة الصندوق الإنساني ل «المركز الدولي للمعلومات والتوثيق حول أبخازيا».
2005 – عضو في المجلس التنفيذي لمنظمة الأمم والشعوب غير الممثلة (منظمة الأمم والشعوب غير الممثلة) (لاهاي، هولندا).
1998 - 2007 السفير والمفوض لجمهورية أبخازيا إلى بلدان أوروبا الغربية.
1998 - 2001 محرر إلكتروني «المجلة الأبخازية» (لاهاي، هولندا).
1994 - 1995 الناشر والمحرر المشارك في مجلة «رأي قوقازي» (ليدن، هولندا).
1993 - 1998 الممثل المفوض لجمهورية أبخازيا إلى بلدان أوروبا الغربية.
1993 - 1994 عضو في الوفد الأبخازي في المفاوضات بين جورجيا وأبخازيا تحت رعاية الأمم المتحدة في جنيف.
1989 - 1990 محرر في جريدة "Alashara" عن المجتمع الأبخازي "Nartaa" (موسكو).

## المنشورات اللغوية الرئيسية
جوانب من التقسيمات الصوتية. موسكو عام 1991، 143 ص.
القوقازية الغربية الشائعة. إعادة بناء نظامها الصوتي وأجزاء من معجمها وعلم الصرف، ليدن: CNWS للمطبوعات، 1996، 452 ص.
معجم الأبخازية الشائعة. ليدن، 1996، 126 ص.
الأبخازية - لغات العالم / المواد 119. ميونخ، لينكوم أوروبا، عام 2003، 92ص.
تطوير اللغة الأبخازية داخل مجتمع متعدد العرقيات (التحديات والآفاق.) سوخوم، 2009، 53ص.

## التدريس
2010 - 2013 محاضر في قسم التاريخ ونظرية العلاقات الدولية، جامعة الدولة الأبخازية.
حلقة دراسية: أبخازيا في العالم الحديث (الجغرافيا السياسية).
2007 - مدرس في قسم اللغة الأبخازية، جامعة الدولة الأبخازية حتى الوقت الحاضر.
حلقة دراسية: مقدمة في اللغويات القوقازية؛ قواعد لغة الوبخ.
2005- 2006 مدرس في اللغات القوقازية، قسم الآشوريات في جامعة ليدن، ليدن، هولندا.
حلقة دراسية: قواعد اللغة الأبخازية.
2000- 2004 مدرس في اللغات القوقازية، معهد اللسانيات الوصفية والمقارنة في جامعة ليدن، هولندا.
حلقة دراسية: مقدمة في اللغويات القوقازية؛ القواعد الأبخازية؛ القواعد الجورجية.

## وصلات خارجية
صفحة تشيريكبا فياتشيسلاف الرسمية